# Berndt Helleberg

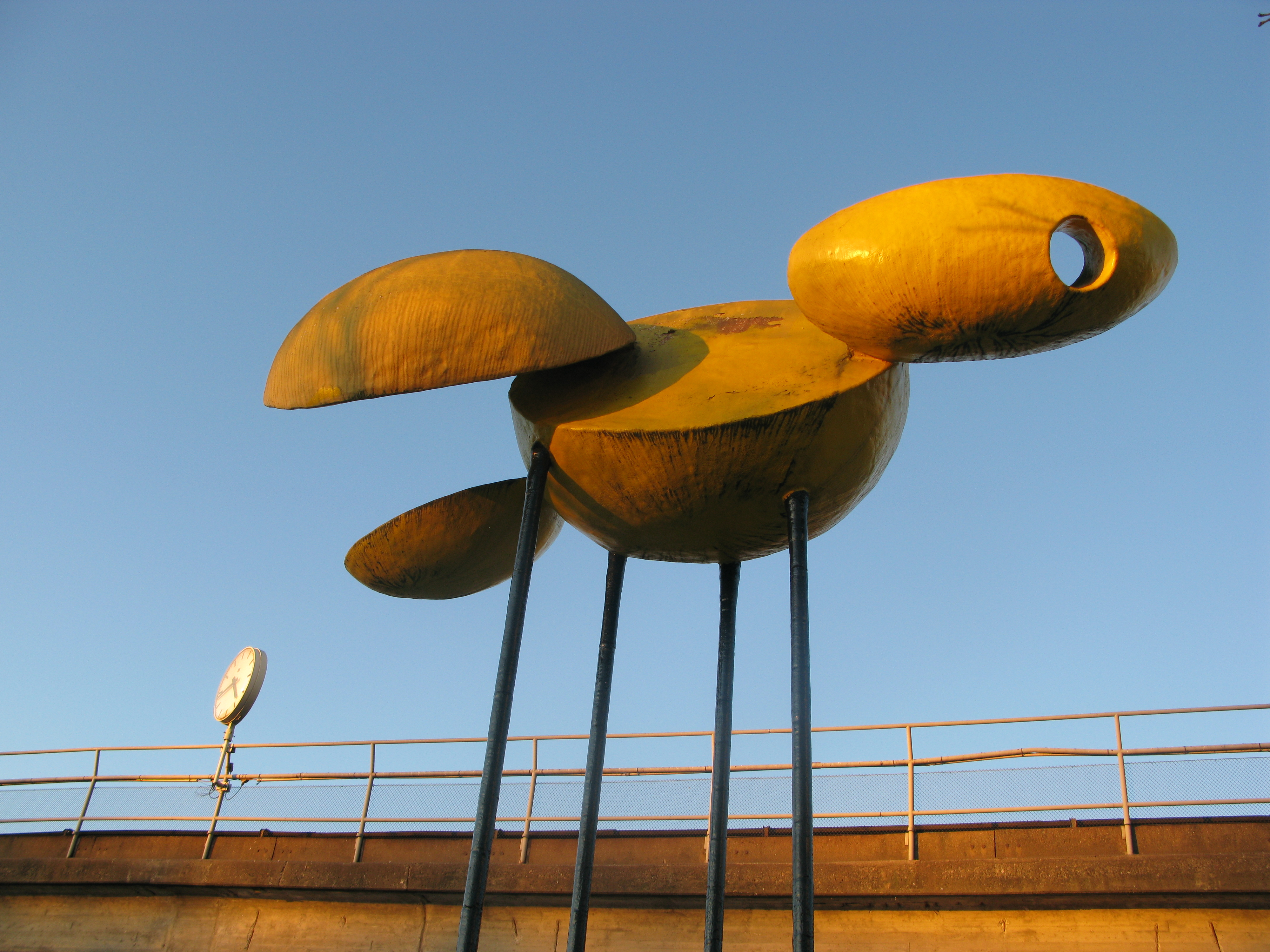
Oiseau aux œufs.Brommaplan (détail, 1969).

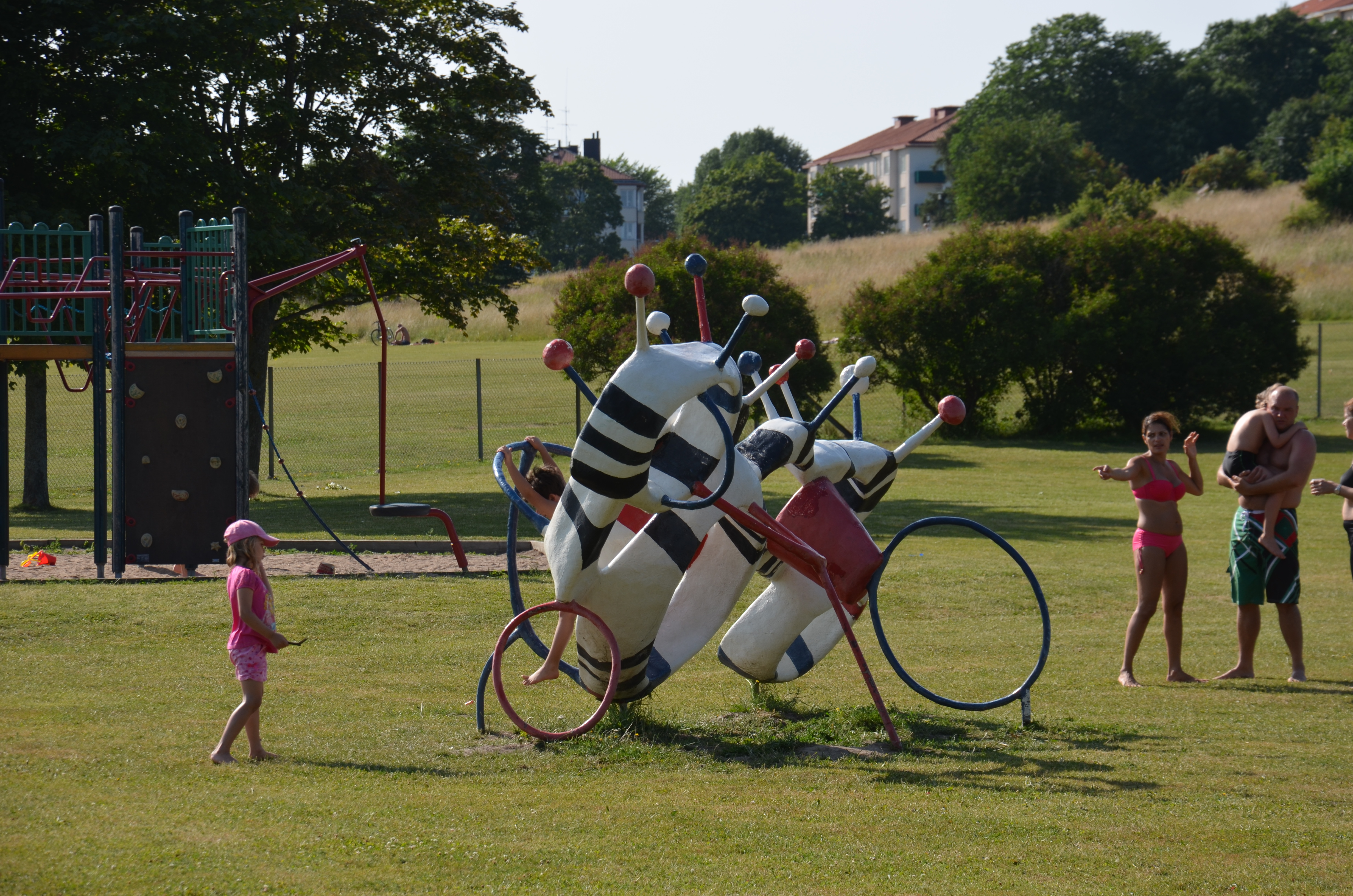
Le Serpent à Stockholm.

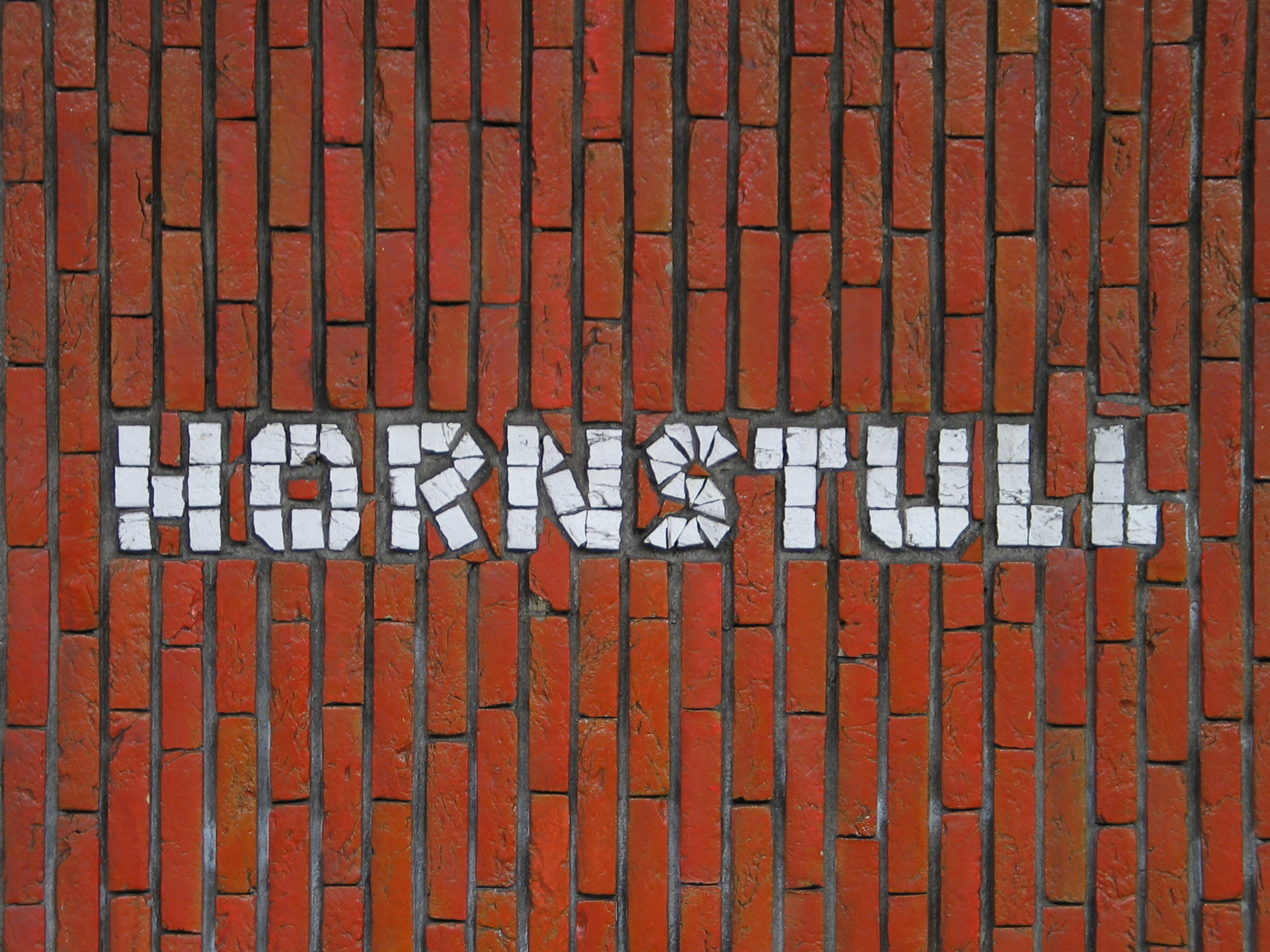
Conception de la station de métro Hornstulls à Stockholm (1964).

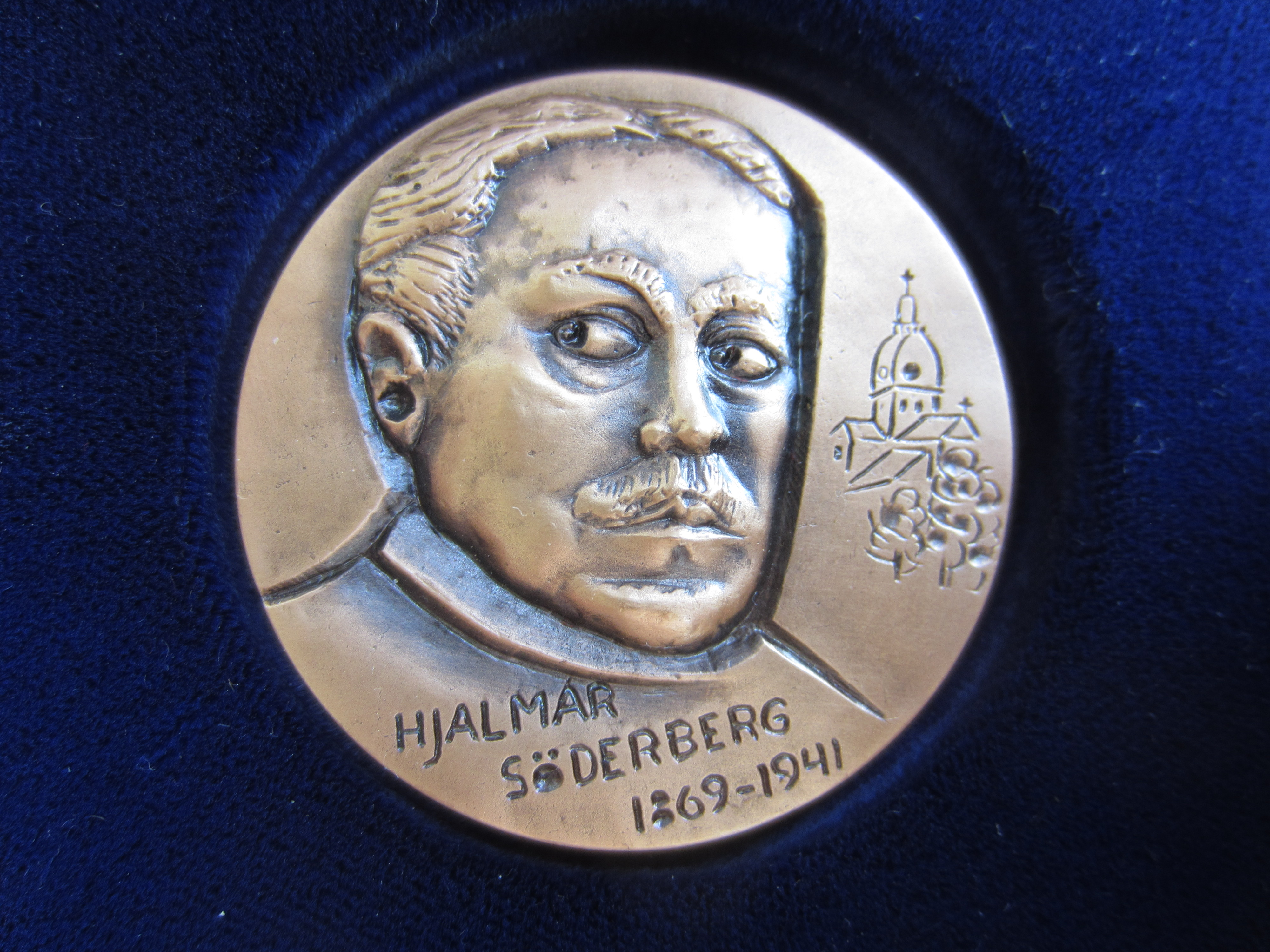
Hjalmar Söderberg, le recto d'une médaille de la série "Grands auteurs suédois" dessinée en 1978 par Berndt Helleberg.

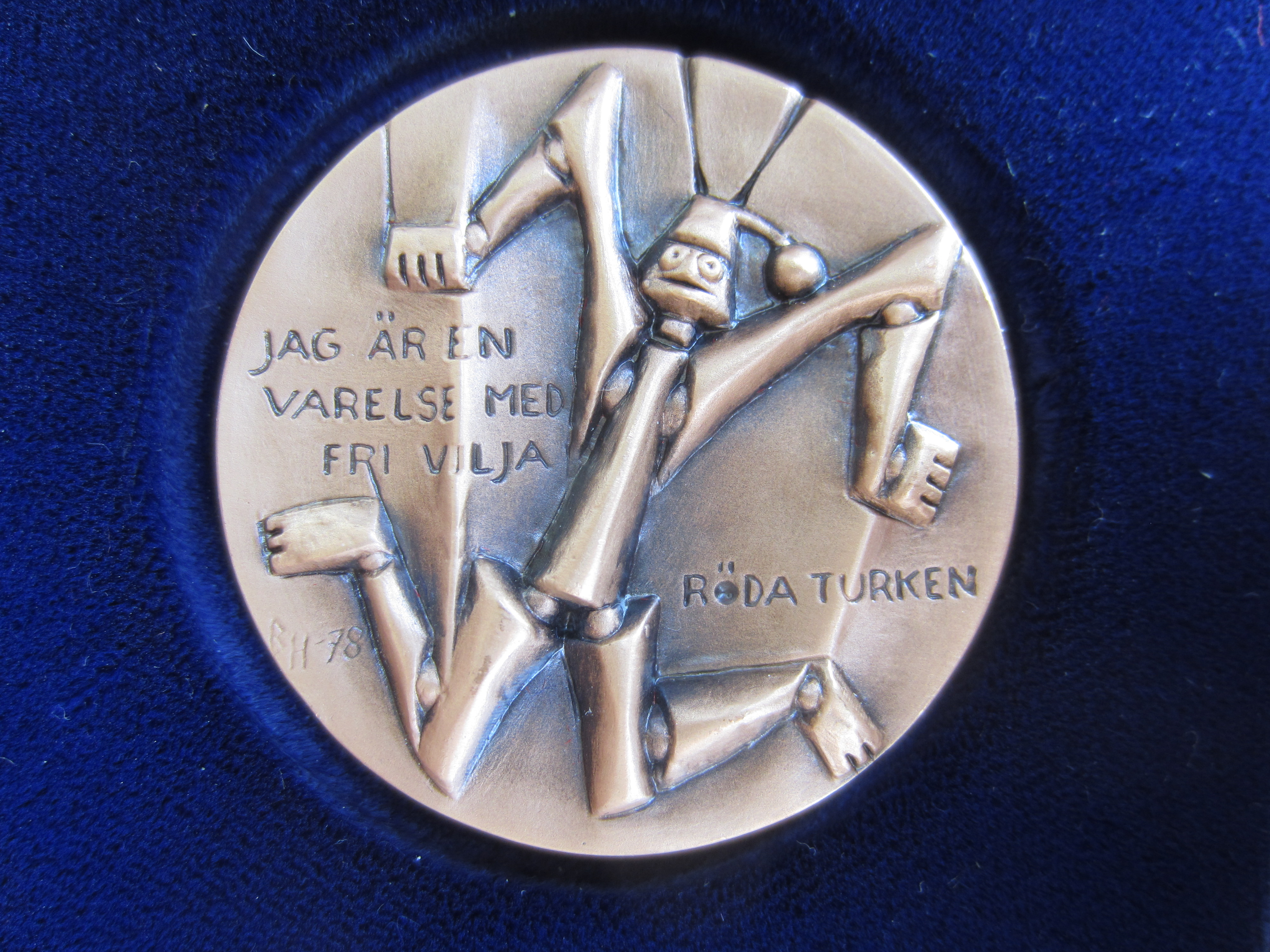
Hjalmar Söderberg, le revers d'une médaille de la série "Grands auteurs suédois" dessinée en 1978 par Berndt Helleberg.

Berndt Sigurd Helleberg, né le 17 décembre 1920 à Härnösand et mort le 10 juin 2008 à Åkersberga, était un sculpteur, illustrateur et médailleur suédois.

## Biographie
Berndt Helleberg a obtenu le baccalauréat à Härnösand 1940, puis a déménagé à Stockholm pour recevoir une formation en sculpture au National College of Art pour Robert Nilsson et Nils Sjögren. Il a obtenu son diplôme en 1949. En 1950, il travaillait dans les ateliers de céramique de Pablo Picasso à Vallauris. Il fréquentait également Fernand Léger. Dans les années 1950, Berndt Helleberg avait sa maison et son atelier dans le village de montagne d'Alba-La-Romanie en Ardèche dans la vallée du Rhône.
Berndt Helleberg a fait sa percée en 1953 à Londres lors du concours international de sculpture « The Unknown Political Prisoner » au Tate Gallery. Il a représenté la Suède parmi 3 600 participants et a reçu le quatrième prix. Il partage le premier prix avec Siri Derkert au concours de la ville de Stockholm pour le nouvel art du métro en 1961, qui aboutit à la conception de la station de métro Hornstull à Stockholm en 1964.
Berndt Helleberg a réalisé la décoration publique avec des sculptures et des reliefs dans plusieurs endroits du pays, dont Sundsvall, Härnösand, Södertälje et Kista. En 1981, il a créé pour le compte de l'État saoudien une sculpture en béton blanc de neuf mètres de haut dans la capitale Riyad, le Soleil et la Lune (ou Jour et Nuit ). Pour le compte du Conseil suédois des arts, il a réalisé trois grandes sculptures en bois, aluminium et béton à Enköping avec des motifs viking pour la signalisation et de communication.
Il était le délégué pour la Suède à la FIDEM, (Fédération internationale de la médaille d'art). Il a été consultant artistique au Stockholm County Council et au Swedish Transportation Art Committee. Avec Björn Selder et Torsten Fridh, il a pris l'initiative de former l' Association des sculpteurs. Il a reçu le Grand Prix Erik Lindberg de l'Académie des Beaux-Arts en 2001 pour l'œuvre de sa vie.

## Art de la médaille
Berndt Helleberg a sculpté un certain nombre de médailles, dont "La mer donne - la mer prend" pour laquelle il a remporté le premier prix du concours de la Fédération internationale des médailles (FDEMER Internationale de la Médaille, FIDEM) en art de la médaille en 1955.
Dans les années 1978-1979, il a créé 40 médailles représentant des auteurs suédois. Pour cette tâche, huit sculpteurs avaient été engagés et ils ont fait cinq médailles chacun par des auteurs suédois de Saint Birgitta à Gunnar Ekelöf. Berndt Helleberg a interprété Hjalmar Söderberg, Bo Bergman, Vilhelm Ekelund, Sigfrid Siwertz et Hjalmar Bergman. Les médailles ont été fabriquées par Sporrong. Elles sont en bronze, sont gravés en 1 000 exemplaires et a un diamètre de 40 millimètres.
Berndt Helleberg était également très apprécié pour la série de médailles Les dix rois vikings « Les dirigeants de la Suède depuis 1 000 ans ». Ses œuvres se trouvent au Coin Cabinet à Stockholm, au Tessin Institute à Paris et au British Museum à Londres.

## Famille
Berndt Helleberg a épousé Margareta Kinberg en 1952 et avec elle il a eu trois enfants, Staffan, Tomas et Ann-Sofie.

## Travaux publics sélectionnés
- Haut-relief en mosaïque de ciment sur piliers (1957), plate-forme supérieure de la station de métro T-Centralen.
- Fenêtre de la cathédrale (1963) dans l'église de Sankt Ansgar à Alvik à Bromma dans la paroisse de Västerled.
- Galerie d'entrée (1963) dans l'église de Sankt Ansgar à Alvik à Bromma dans la paroisse de Västerled.
- Fenêtre de la cathédrale (1964) à Norrmalmskyrkan, Vasastaden à Stockholm.
- Sculpture "jeux enfants" (1968), fibre de verre, Humlegårdsskolan à Visby.
- Bird with Egg (à gauche 1969), fibre de verre, à l'extérieur de la station de métro Brommaplan à Stockholm.
- Altamira (1964), conception de la station de métro Hornstull à Stockholm en mosaïque de briques, avec des œuvres d'art complémentaires en verre et fer forgé en 1979 et des installations en 1992. Le thème est la grotte d'Altamira en Espagne. La station est recouverte d'une poignée de main rouge hollandaise et de briques vitrées avec un ruban noir inséré et des personnages blancs. Il a également fait la porte de fer et l'art dans le plafond. Dans le cadre de la reconstruction en 1992, des stands sur le thème du ciel, de la mer, de la terre et du désert ont été ajoutés.
- Firebird, plastique renforcé de fibre de verre, à l'extérieur de la caserne de pompiers d' Österåker
- Day and Night (1981), une sculpture en fibre de verre de neuf mètres de haut dans la capitale Riyad en Arabie saoudite.
- Figurine fermée (1984), bronze, ferme du musée Eksjö.
- La teigne, une sculpture jouet en plastique renforcé de fibre de verre chez Kampementsbadet à Gärdet à Stockholm.
- La fourmi, sculpture "jeux enfants" à Kungsträdgården à Stockholm.
- Les portes du musée de la ville de Stockholm.
- Le monument Ludvig Nordström, Technicus à Härnösand.

- Helleberg est représenté, entre autres, au Musée national[3] de Stockholm.

## Galerie d'images

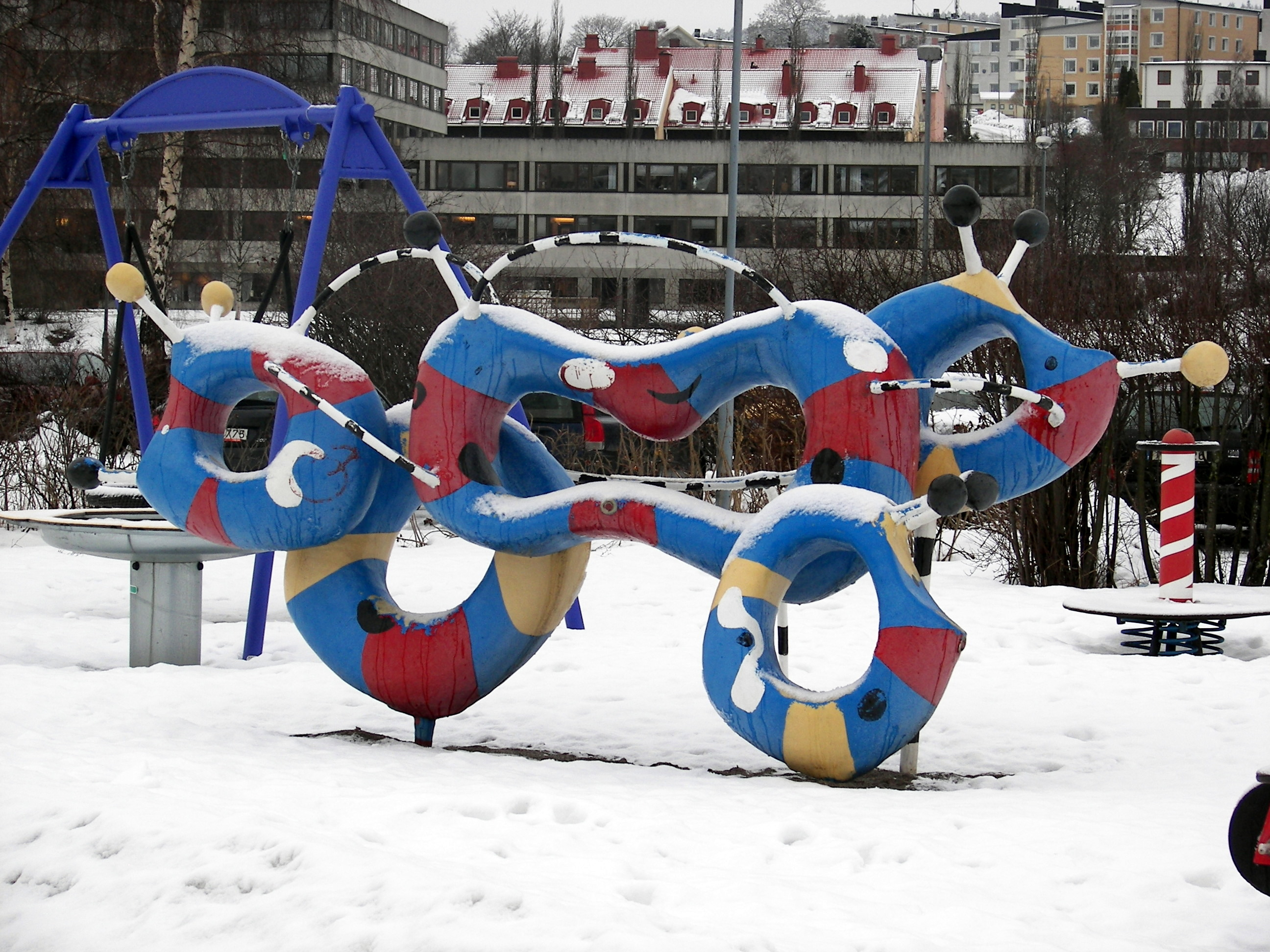
Jouer à la sculpture, Mellanholmen à Härnösand
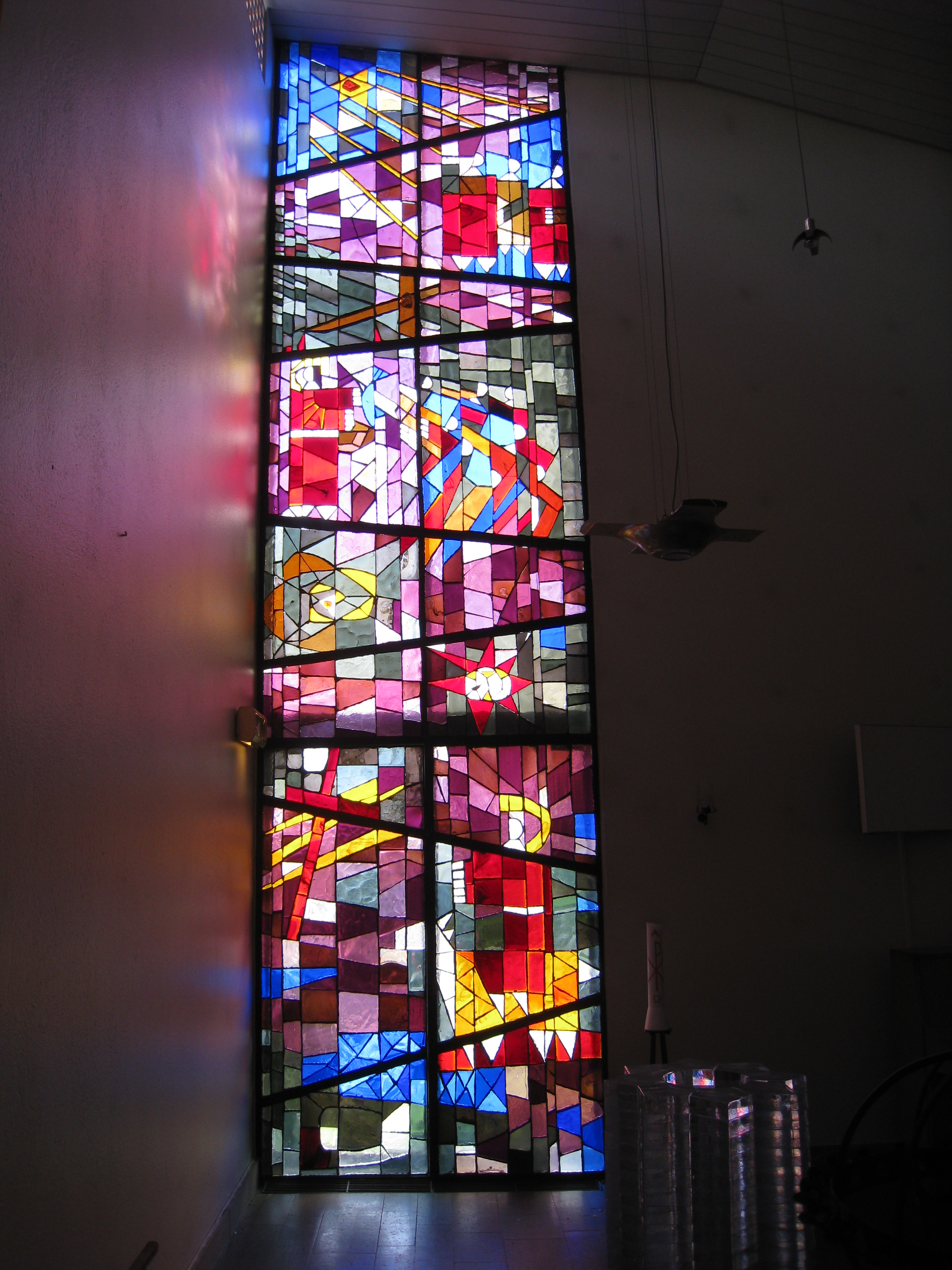
Fenêtres en verre, la vie du Christ, dans l'église de Sankt Ansgar, Bromma (1963)
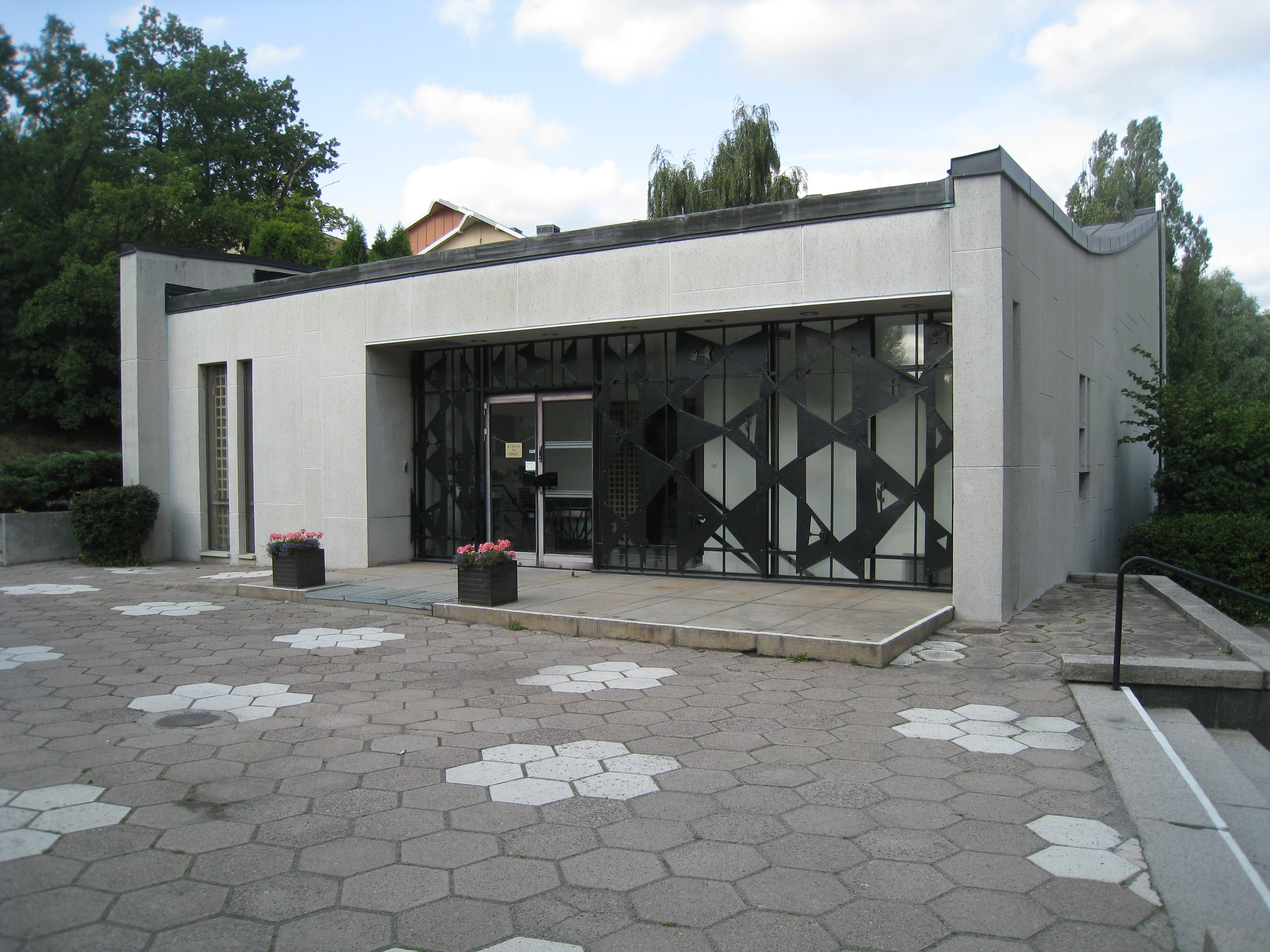
Galerie d'entrée de l'église Saint-Ansgar, Bromma (1963)
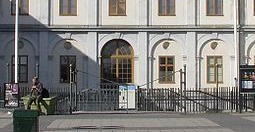
Les portes du musée de la ville de Stockholm

## Représenté
- Myntkabinettet, Stockholm[1]
- British Museum, Londres
- Institut du Tessin, Paris

## Sources
- Sven Stolpe: 40 auteurs suédois, Bokförlaget Bra Böcker, Höganäs 1980. pages 130 et 250.
- Article commémoratif dans Svensk Numismatisk Tidskrift 2008: 5, pages 118-119
- Svenska Dagbladet, 22/07/2008, page 26
- Gotlands Tidningar, 2008-06-27, page 34